# Bruno Berner
Bruno George Berner (født 21. november 1977 i Zürich, Schweiz) er en tidligere fodboldspiller (forsvarer/ midtbane) fra Schweiz. I dag er han træner for FC Zürich U18 .
Berner startede sin seniorkarriere hos Grasshoppers i sin fødeby, hvor han var tilknyttet fem sæsoner, kun afbrudt af et kortvarigt lejeophold hos spanske Real Oviedo. Herefter spillede han tre sæsoner hos SC Freiburg i Tyskland. I 2005 vendte han tilbage til hjemlandet, og spillede de følgende to sæsoner hos FC Basel i den schweiziske liga.
I 2007 prøvede Berner lykken i England hos Blackburn Rovers i Premier League. Han havde dog svært ved at spille sig på holdet, og blev i stedet sendt videre til Leicester City, der på daværende tidspunkt spillede i de lavere rækker. I løbet af de følgende fire sæsoner var han en hyppig del af Leicester-holdet, og scorede otte mål i 84 ligakampe for The Foxes.

## Landshold
Berner spillede desuden, mellem 2001 og 2004, 16 kampe for det schweiziske landshold. Han var en del af det schweiziske hold til EM i 2004 i Portugal. Han kom dog ikke på banen i turneringen, hvor schweizerne blev slået ud efter det indledende gruppespil.